# Draft 1974 de la NBA
1973 1975
La draft 1974 de la NBA est la 28e draft annuelle de la National Basketball Association (NBA), se déroulant en amont de la saison 1974-1975. Elle s'est tenue le 28 mai 1974 à New York. Elle se compose de 10 tours et 178 joueurs ont été sélectionnés,.
En amont de la draft, les Bullets de la Capitale sont renommés en Bullets de Washington. Le Jazz de La Nouvelle-Orléans, nouvelle franchise de la ligue, participe à la draft pour la première fois, après avoir réalisé une draft d'expansion, leur permettant de sélectionner des joueurs d'autres franchises, non protégés.
Lors de cette draft, 17 équipes de la NBA choisissent à tour de rôle des joueurs évoluant au basket-ball universitaire américain, ainsi que des joueurs internationaux. Si un joueur quittait l’université plus tôt, il n'était pas éligible pour la draft jusqu’à ce que sa classe d’université ait obtenu son diplôme. Avant cette draft, vingt joueurs ont été déclarés admissibles à la sélection en vertu de la "hardship rule", un cas similaire dans lequel Spencer Haywood a plaidé avec succès dans son procès contre la NBA, ce qui lui a permis de jouer en NBA avant que sa classe collégiale ne soit diplômée. Ces joueurs avaient présenté une demande et fourni des preuves de difficultés financières à la ligue, ce qui leur a accordé le droit de commencer à gagner leur vie en commençant leur carrière professionnelle plus tôt. Il s’agissait de la première ébauche où des sous-classes du collège ont été autorisés à entrer.
Les deux premiers choix de la draft se décident entre les deux équipes arrivées dernières de leur division l'année précédente, à l'issue d'un pile ou face. Les choix de premier tour restant et les choix de draft sont affectés aux équipes dans l'ordre inverse de leur bilan victoires-défaites lors de la saison 1973-1974.
Bill Walton est sélectionné en premier choix de cette draft par les Trail Blazers de Portland et remportera les titres de MVP des Finales en 1977, ainsi que NBA Most Valuable Player en 1978. C'est Jamaal Wilkes, sélectionné en 11e choix par les Warriors de Golden State, qui remporte le titre de NBA Rookie of the Year.
Elle a vu la sélection de quatre joueurs intronisés au Basketball Hall of Fame, avec Bill Walton, Bobby Jones, Jamaal Wilkes et George Gervin, sélectionné au 40e rang, issu de l'équipe des Squires de la Virginie en ABA. Walton et Gervin font partie de la liste des meilleurs joueurs du cinquantenaire de la NBA. Cette draft a également vu la sélection de huit All-Stars : Scott Wedman, Campy Russell, Maurice Lucas, Brian Winters, Billy Knight, Leonard Robinson, John Drew et Phil Smith.

## Draft
| ^ | Signale un joueur qui a été intronisé au Basketball Hall of Fame                                                                |
| * | Signale un joueur qui a été sélectionné pour au moins un match annuel NBA All-Star Game et une récompense annuelle All-NBA Team |
| + | Signale un joueur qui a été sélectionné pour au moins un match annuel NBA All-Star Game                                         |
| m | Signale un joueur qui a remporté le titre de MVP au cours de sa carrière                                                        |
| R | Signale le joueur qui a remporté le titre de NBA Rookie of the Year                                                             |

### Premier tour
| Choix | Nom              | Position          | Nationalité | Équipe                                   | Provenance                       |
| ----- | ---------------- | ----------------- | ----------- | ---------------------------------------- | -------------------------------- |
| 1     | Bill Walton^ m   | Ailier fort Pivot | États-Unis  | Trail Blazers de Portland                | Bruins d'UCLA                    |
| 2     | Marvin Barnes    | Ailier fort Pivot | États-Unis  | 76ers de Philadelphie                    | Friars de Providence             |
| 3     | Tommy Burleson   | Pivot             | États-Unis  | SuperSonics de Seattle (de Cleveland)    | Wolfpack de North Carolina State |
| 4     | John Shumate     | Ailier fort Pivot | États-Unis  | Suns de Phoenix                          | Fighting Irish de Notre Dame     |
| 5     | Bobby Jones^     | Ailier            | États-Unis  | Rockets de Houston                       | Tar Heels de la Caroline du Nord |
| 6     | Scott Wedman+    | Arrière Ailier    | États-Unis  | Kings de Kansas City-Omaha               | Buffaloes du Colorado            |
| 7     | Tom Henderson    | Arrière           | États-Unis  | Hawks d'Atlanta                          | Rainbow Warriors d'Hawaï         |
| 8     | Campy Russell+   | Ailier            | États-Unis  | Cavaliers de Cleveland (de Seattle)      | Wolverines du Michigan           |
| 9     | Tom McMillen     | Ailier fort Pivot | États-Unis  | Braves de Buffalo                        | Terrapins du Maryland            |
| 10    | Mike Sojourner   | Pivot Ailier fort | États-Unis  | Hawks d'Atlanta (de La Nouvelle-Orléans) | Utes de l'Utah                   |
| 11    | Jamaal Wilkes^ R | Arrière Ailier    | États-Unis  | Warriors de Golden State                 | Bruins d'UCLA                    |
| 12    | Brian Winters+   | Arrière Ailier    | États-Unis  | Lakers de Los Angeles                    | Gamecocks de la Caroline du Sud  |
| 13    | Len Elmore       | Ailier fort Pivot | États-Unis  | Bullets de Washington                    | Terrapins du Maryland            |
| 14    | Maurice Lucas*   | Ailier fort Pivot | États-Unis  | Bulls de Chicago (de New York)           | Golden Eagles de Marquette       |
| 15    | Al Eberhard      | Ailier            | États-Unis  | Pistons de Détroit                       | Tigers du Missouri               |
| 16    | Cliff Pondexter  | Ailier fort Pivot | États-Unis  | Bulls de Chicago                         | 49ers de Long Beach State        |
| 17    | Glenn McDonald   | Arrière Ailier    | États-Unis  | Celtics de Boston                        | 49ers de Long Beach State        |
| 18    | Gary Brokaw      | Arrière           | États-Unis  | Bucks de Milwaukee                       | Fighting Irish de Notre Dame     |

### Deuxième tour
| Choix | Nom                 | Position       | Nationalité | Équipe                                                    | Provenance                       |
| ----- | ------------------- | -------------- | ----------- | --------------------------------------------------------- | -------------------------------- |
| 19    | Don Smith           | Meneur         | États-Unis  | 76ers de Philadelphie                                     | Flyers de Dayton                 |
| 20    | Jan van Breda Kolff | Arrière Ailier | États-Unis  | Trail Blazers de Portland                                 | Commodores de Vanderbilt         |
| 21    | Billy Knight+       | Arrière Ailier | États-Unis  | Lakers de Los Angeles (de Cleveland)                      | Panthers de Pittsburgh           |
| 22    | Leonard Robinson*   | Ailier fort    | États-Unis  | Bullets de Washington (de Phoenix via Los Angeles)        | Tennessee State                  |
| 23    | Gus Bailey          | Arrière Ailier | États-Unis  | Rockets de Houston                                        | Miners d'UTEP                    |
| 24    | Len Kosmalski       | Pivot          | États-Unis  | Kings de Kansas City-Omaha                                | Volunteers du Tennessee          |
| 25    | John Drew+          | Arrière Ailier | États-Unis  | Hawks d'Atlanta                                           | Runnin' Bulldogs de Gardner–Webb |
| 26    | Leonard Gray        | Ailier fort    | États-Unis  | SuperSonics de Seattle                                    | 49ers de Long Beach State        |
| 27    | Leon Benbow         | Arrière        | États-Unis  | Bulls de Chicago (de Buffalo)                             | Dolphins de Jacksonville         |
| 28    | Aaron James         | Ailier fort    | États-Unis  | Jazz de La Nouvelle-Orléans                               | Tigers de Grambling State        |
| 29    | Phil Smith*         | Arrière        | États-Unis  | Warriors de Golden State                                  | Dons de San Francisco            |
| 30    | Dennis DuVal        | Arrière        | États-Unis  | Bullets de Washington                                     | Orange de Syracuse               |
| 31    | Fred Saunders       | Ailier         | États-Unis  | Suns de Phoenix (de Los Angeles)                          | Orange de Syracuse               |
| 32    | Jesse Dark          | Arrière        | États-Unis  | Knicks de New York                                        | Rams de VCU                      |
| 33    | Eric Money          | Meneur         | États-Unis  | Pistons de Détroit                                        | Wildcats de l'Arizona            |
| 34    | Phil Lumpkin        | Meneur         | États-Unis  | Trail Blazers de Portland (de Chicago)                    | Redhawks de Miami                |
| 35    | Kevin Stacom        | Arrière        | États-Unis  | Celtics de Boston                                         | Friars de Providence             |
| 36    | Rubin Collins       | Arrière        | États-Unis  | Trail Blazers de Portland (de Milwaukee via Philadelphie) | Maryland Eastern Shore           |

### Joueur notable sélectionné plus bas
| Choix | Nom            | Position | Nationalité | Équipe          | Provenance             |
| ----- | -------------- | -------- | ----------- | --------------- | ---------------------- |
| 40    | George Gervin^ | Arrière  | États-Unis  | Suns de Phoenix | Squires de la Virginie |